# Championnats du monde de cyclisme sur piste 1981
Navigation
Besançon 1980 Leicester 1982
Les championnats du monde de cyclisme sur piste 1981 ont eu lieu à Brno en Tchécoslovaquie en 1981. Quatorze épreuves sont disputées : 12 par les hommes (5 pour les professionnels et 7 pour les amateurs) et deux par les femmes.

## Résultats

### Hommes

#### Podiums professionnels
| Compétition            | Or                    | Argent                      | Bronze                                |
| ---------------------- | --------------------- | --------------------------- | ------------------------------------- |
| Keirin                 | Danny Clark Australie | Guido Bontempi Italie       | Chiyoshi Kuno Japon                   |
| Vitesse individuelle   | Kōichi Nakano Japon   | Gordon Singleton Canada     | Kenji Takahashi Japon                 |
| Poursuite individuelle | Alain Bondue France   | Hans-Henrik Ørsted Danemark | Bert Oosterbosch Pays-Bas             |
| Course aux points      | Urs Freuler Suisse    | Danny Clark Australie       | Giuseppe Saronni Italie               |
| Demi-fond              | René Kos Pays-Bas     | Bruno Vicino Italie         | Wilfried Peffgen Allemagne de l'Ouest |

#### Podiums amateurs
| Compétition            | Or                                                                        | Argent                                                                                | Bronze                                                              |
| ---------------------- | ------------------------------------------------------------------------- | ------------------------------------------------------------------------------------- | ------------------------------------------------------------------- |
| Kilomètre              | Lothar Thoms Allemagne de l'Est                                           | Fredy Schmidtke Allemagne de l'Ouest                                                  | Sergueï Kopylov Union soviétique                                    |
| Vitesse individuelle   | Sergueï Kopylov Union soviétique                                          | Lutz Hesslich Allemagne de l'Est                                                      | Detlef Uibel Allemagne de l'Est                                     |
| Poursuite individuelle | Detlef Macha Allemagne de l'Est                                           | Dainis Liepiņš Union soviétique                                                       | Maurizio Bidinost Italie                                            |
| Poursuite par équipes  | Allemagne de l'Est Detlef Macha Bernd Dittert Axel Grosser Volker Winkler | Union soviétique Alexandre Krasnov Viktor Manakov Alexandre Kulikov Nikolai Kuznetzov | Tchécoslovaquie Martin Penc Aleš Trčka František Raboň Jiri Pokorny |
| Course aux points      | Lutz Haueisen Allemagne de l'Est                                          | Leonard Harvey Nitz États-Unis                                                        | Michael Marcussen Danemark                                          |
| Demi-fond              | Mattheus Pronk Pays-Bas                                                   | Rainer Podlesch Allemagne de l'Ouest                                                  | Max Hürzeler Suisse                                                 |
| Tandem                 | Tchécoslovaquie Ivan Kucirek Pavel Martinek                               | Allemagne de l'Ouest Dieter Giebken Fredy Schmidtke                                   | Pologne Ryszard Konkolewski Zbigniew Piątek                         |

### Femmes
| Compétition            | Or                                 | Argent                            | Bronze                                  |
| ---------------------- | ---------------------------------- | --------------------------------- | --------------------------------------- |
| Vitesse individuelle   | Sheila Young États-Unis            | Claudine Vierstraete Belgique     | Claudia Lommatzsch Allemagne de l'Ouest |
| Poursuite individuelle | Nadesja Kibardina Union soviétique | Tamara Polyakova Union soviétique | Jeannie Longo France                    |

## Tableau des médailles
| Rang | Nation               | Or | Argent | Bronze | Total |
| ---- | -------------------- | -- | ------ | ------ | ----- |
| 1    | Allemagne de l'Est   | 4  | 1      | 1      | 6     |
| 2    | Union soviétique     | 2  | 3      | 1      | 6     |
| 3    | Pays-Bas             | 2  | 0      | 1      | 3     |
| 4    | Australie            | 1  | 1      | 0      | 2     |
| -    | États-Unis           | 1  | 1      | 0      | 2     |
| 6    | Japon                | 1  | 0      | 2      | 3     |
| 7    | France               | 1  | 0      | 1      | 2     |
| -    | Suisse               | 1  | 0      | 1      | 2     |
| -    | Tchécoslovaquie      | 1  | 0      | 1      | 2     |
| 10   | Allemagne de l'Ouest | 0  | 3      | 2      | 5     |
| 11   | Italie               | 0  | 2      | 2      | 4     |
| 12   | Danemark             | 0  | 1      | 1      | 2     |
| 13   | Belgique             | 0  | 1      | 0      | 1     |
| -    | Canada               | 0  | 1      | 0      | 1     |
| 15   | Pologne              | 0  | 0      | 1      | 1     |